# Lauve/Viksjord
Lauve/Viksjord este o localitate din comuna Larvik, provincia Vestfold, Norvegia, cu o suprafață de 1,36 km² și o populație de 1.694 locuitori (2013).